# کاپائو (هاوایی)
کاپائو (به انگلیسی: Kapaau) یک منطقهٔ مسکونی در ایالات متحده آمریکا است که در شهرستان هاوایی، هاوایی واقع شده‌است. کاپائو ۷٫۴ کیلومتر مربع مساحت و ۱٬۷۳۴ نفر جمعیت دارد و ۱۲۴ متر بالاتر از سطح دریا واقع شده‌است.